# Mott the Hoople
Mott the Hoople és una banda de rock anglesa (formada al Herefordshire) amb fortes arrels de R&B, populars a l'era del glam rock de principis i mitjans dels setanta. Són més coneguts per la cançó All the Young Dudes, escrita per David Bowie, i que apareix en el seu àlbum de 1972 amb el mateix nom.

## Història
Mott the Hoople es va formar el 1966 sota el nom Doc Thomas Group amb Mick Ralphs a la guitarra, Stan Tippins a la veu i Pete Overend Watts al baix. Ralphs i Tippins havien estat a la banda local de Hereford The Buddies, i Watts havia estat en una banda local de Ross-on-Wye, als the Soulents amb Dale Buffin Griffin a la bateria. Doc Thomas Group va participar en una sèrie de concerts en una discoteca en un complex turístic d'Itàlia. El segell italià Dischi Interrecord va oferir-los un contracte de gravació, i va llançar un àlbum homònim el gener de 1967. En 1968, Griffin i l'organista Verden Allen s'havien unit a la banda.
Tot i que el grup va fer gires i va gravar a Itàlia com Doc Thomas Group, van oferir els seus concerts al Regne Unit sota els noms de Shakedown Sound i més tard, Silence. Silence va gravar algunes maquetes als Rockfield Studios de Monmouth (Gal·les), que van estar a la venda a EMI, Polydor, Immediate i Apple, encara que no van tenir èxit. El grup va cridar l'atenció de Guy Stevens d'Island Records, a qui agradava el grup, però no amb la presència de Tippins. Es van publicar anuncis ("Singer wanted, must be image-minded and hungry"), i es va seleccionar Ian Hunter com a cantant i pianista. Tippins va assumir el paper de road manager.
Mentre estava a la presó per un delicte de drogues, Stevens va llegir la novel·la de Willard Manus Mott the Hoople, sobre un excèntric que treballa en un freak show de circ i va decidir utilitzar-lo com a nom de banda. Silence va acceptar de mala gana un canvi de nom després de la seva primera audició de 1969 per a Stevens.
L'àlbum debut de la banda, Mott the Hoople (1969), enregistrat en només una setmana, va ser un èxit de culte.
El segon àlbum, Mad Shadows (1970), va tenir un baix nivell de vendes, i va rebre comentaris generalment negatius. L'acollida de Wildlife (1971) va ser encara pitjor (malgrat assolir la posició més alta de la llista d'èxits del Regne Unit en els anys pre-glam de la banda), i va flirtejar amb una postura obertament hippie i amb instrumentació acústica. El 10 d'octubre de 1970, Mott the Hoople i Bridget St. John van actuar al programa Disco 2 de la BBC Two. Tot i que el grup estava forjant una carrera digna, l'àlbum Brain Capers (1971) no es va poder vendre bé. El grup va decidir separar-se després d'un concert en un dipòsit de gas en desús a Suïssa. Amb aquesta decepció, combinada amb una gira britànica cancel·lada amb The Lothringers, la banda va estar a punt de trencar-se.